# Zeltkirmes

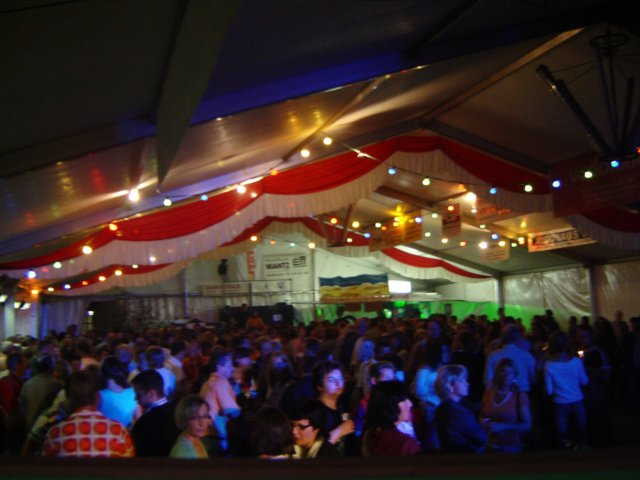
Der Innenraum einer Zeltkirmes (Nordhessen)

Eine Zeltkirmes oder ein Zeltfest ist ein meist von Vereinen oder Gruppen aus dem ländlichen Raum organisiertes Fest.
Die Zeltkirmes findet meist in Dörfern statt. Das Programm einer solchen Kirmes besteht häufig aus Elementen wie Diskoabenden, anderen musikalischen Programmabenden oder einem Programm durch Vereine aus dem Ort. Veranstaltet wird eine solche Kirmes meist von Vereinen oder Gruppen. In Bayern, Hessen, Rheinland-Pfalz und Thüringen sind dies häufig so genannte Kirmesgesellschaften oder Burschenschaften. Teilweise besteht eine Zeltkirmes außerdem aus Elementen eines klassischen Jahrmarkts wie verschiedenen Ständen.
Das Wort „Kirmes“ geht auf das mittelhochdeutsche „Kirmesse“ zurück, das aus „Kirchmesse“ entstanden ist. Dieses Wort bezeichnete den Gottesdienst bzw. die Hl. Messe zur Einweihung einer Kirche, die aus einem Gebäude einen heiligen Ort werden lässt. Somit ist die „Kirmes“ das jährliche Erinnerungsfest an den Tag der Kirchweihe.